# Ряд (біологія)

Співвідношення основних таксономічних рангів

Ряд (лат. ordo) — систематична категорія (ранг) у зоології, що об’єднує найближчі родини (лат. familia) тварин.
Наприклад, до ряду хижих звірів входять родини псові, ведмедеві, ракунові, куницеві та ін. Близькі ряди становлять клас (лат. classis).
У ботанічній систематиці ряду відповідає порядок (латиною також ordo).
Ряди об’єднують у надряди (лат. superordo) і поділяють на підряди (лат. subordo).

## Надряд
Надряд (лат. superordo) — таксономічна категорія в зоологічній систематиці, яка відповідає поняттю групи рядів.
У ботаніці аналогічною категорією є надпорядок (латиною також superordo).
Надряди об’єднують у когорти (лат. cohors), а тих, у свою чергу, у підкласи (лат. subclassis) і класи (лат. classis).

### Назви надрядів
Для позначення надрядів звичайно використовують описові неуніфіковані назви. Такі назви характеризують групу в цілому (наприклад, копитні), а не позначають її за подібністю до якогось окремо взятого представника, який є типовим родом (наприклад, конеподібні).

### Приклади
Прикладами надрядів серед ссавців є:
- Австралодельфи (Australidelphia) (бандикутоподібні + кволоподібні та ін.),
- Неповнозубі (Xenarthra) (лінивцеподібні + броненосцеподібні),
- Афротерії (Afrotheria) (тенрекоподібні + слоноподібні та ін.) тощо.

Прикладом з класу плазунів є надряд лепідозаври (Lepidosauria), який включає ряд лускатих [ігуани, ящірки, гекони, змії, варани, хамелеони] (Squamata) і ряд дзьобоголових [гатерії] (Rhynchocephalia).
Серед птахів відомими надрядами є:
- Кілегруді (Neognathae)
- Безкілеві (Ratitae)

Серед рибоподібних також є багато надрядів, у тому числі:
- Дводишні (Dipnoi, або Dipneustomorpha)
- Скати (Batoidea)

Серед комах:
- Голометабола (Holometabola = Endopterygota; група вищих комах з повним перетворенням)
- та інші.